# Peter C. Doherty
Peter Charles Doherty, (rođen 15. listopada 1940.) je australski vetrinar i istraživač na području medicine, koji je 1996.g. podijelio Nobelovu nagradu za fiziologiju ili medicinu s Rolf M. Zinkernagelom za njihovo otkriće načina kako stanice (T-limfociti) imunološkog sustava otkrivaju stanice zaražene virusom uz pomoću glavnog kompleksa gena tkivne podudarnosti (MHC - engl. major histocompatibility complex).

## Vanjske poveznice
- Nobelova nagrada - autobiografija (engl.)